# HONEY BEE (携帯電話)

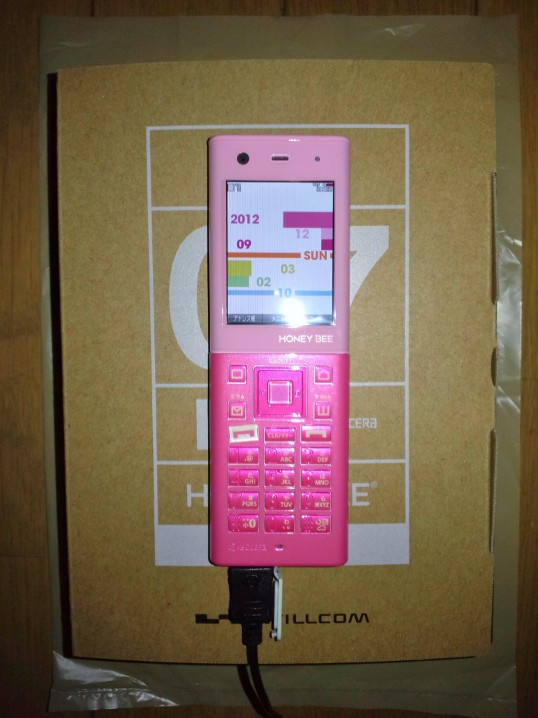
HONEY BEE 5(WX07K)

HONEY BEE（ハニー・ビー）は、京セラが展開するPHS端末及びAndroid搭載スマートフォンのブランドである。

## 概要
音声通話定額プランの導入により、ウィルコムの加入者属性は変化していた。
京セラは「京ぽん」と呼ばれるOperaブラウザを搭載したクラムシェル型の端末を市場投入していたが、前述の音声定額プランユーザーにとってそれはオーバースペックだった。主たる利用者の高校生や大学生が購入していたのはnico.や9(nine)といったキャンディバー型が多数を占めていた。ウィルコムはあくまでも音声通話利用のためであり、ユーザーのほとんどはクラムシェル型の携帯電話を持っていたためである。
そこで京セラは女子中高生をターゲットに設定。音声通話用途に特化したPHS端末の企画を進めた。ペットネームのHONEY BEEは、インハウスデザイナーが社内デザインコンペでコンセプトワードとして採用した「おしゃべりは蜜の味」を元に付けられたものである。
マスコットのミツバチは、プリインストールされている壁紙に採用したものがベースとなっているが、キャラクターデザインには初代と二代目が存在する。
端末の大きな特徴であるポップなカラーは、通話定額を楽しむ仲間のツールであることをひと目で確認できるように採用された。これは、後にソフトバンクから発売されたAndroidスマートフォンまで堅持されている。なおPHS端末においては、WX334K（HONEY BEE BOX）のようにクラムシェル型の機種も存在するが、それ以外のすべてがキャンディー型である。

## 機種
A. x.xはAndroidのバージョン。

### ウィルコム向け
PHS端末
- WX331K - HONEY BEE初号機。京セラ製PHS端末では初となるアンテナ内蔵モデル。(2008年2月22日発売)
- WX331KC「HONEY BEE 2」 - WX331Kのマイナーチェンジモデル。本体にカメラが追加されている。(2008年11月7日発売)
- WX333K「HONEY BEE 3」 - シリーズ初のJavaアプリ対応機種。(2009年11月12日発売)
- WX334K「HONEY BEE BOX」 - HONEY BEEシリーズ唯一の折りたたみ型。(2010年2月16日発売)
- WX350K「HONEY BEE 4」 - シリーズ初のFlash Lite対応機種。(2010年12月3日発売)
- WX07K「HONEY BEE 5」 - PHSではシリーズ初の防水機種。Bluetoothによりスマートフォンの子機として利用する事が可能。(2012年11月25日発売)

スマートフォン（PHS通信非対応）
- WX06K（HONEY BEEスマホセット） - A. 2.3。SoftBank 101Kをベースとしたセット販売用スマートフォン。(2012年8月23日発売[1])

### ソフトバンクモバイル向け
すべてAndroid搭載スマートフォンでPHS通信には非対応。
| 機種名                  | 発売日        | ディスプレイ       | 通信方式                                    | CPU                                        | ストレージ        | メインカメラ | サブカメラ | OS     | トピック                                        |
| ----------------------- | ------------- | ------------------ | ------------------------------------------- | ------------------------------------------ | ----------------- | ------------ | ---------- | ------ | ----------------------------------------------- |
| HONEY BEE SoftBank 101K | 2012年1月27日 | TFT 4.0インチ WVGA | HSPA+ W-CDMA GSM IEEE 802.11b/g/n           | RENESAS R-Mobile APE5R 1.2GHz              | RAM:512MB ROM:2GB | 5.15MP       | 2.0MP      | A. 2.3 | 赤外線 ワンセグ 緊急速報メール                  |
| HONEY BEE SoftBank 201K | 2013年1月25日 | TFT 3.7インチ WVGA | AXGP DC-HSDPA W-CDMA GSM IEEE 802.11a/b/g/n | Qualcomm Snapdragon S4 Plus MSM8960 1.5GHz | RAM:1GB ROM:4GB   | 8.0MP        | 2.0MP      | A. 4.1 | おサイフケータイ 赤外線 ワンセグ 緊急速報メール |